# Paulino Bernabé (padre)
Paulino Bernabé (Madrid, 2 luglio 1932 – Madrid, 10 maggio 2007) è stato un liutaio spagnolo.

## Biografia
Nato a Madrid, Paulino Bernabé (padre)  ha ricevuto una formazione musicale con Daniel Fortea, un allievo di Francisco Tárrega, e dopo apprendeva l'arte di costruire chitarre classiche con José Ramirez III. Nel 1969 ha fondato un'officina propria e sviluppato un sistema di listello particolare nell'interno dei suoi strumenti, dove è utilizzato un legno pregiato. Oltre all'abete rosso e al cedro per il coperchio e palissandro per fondo e fascia, si può anche trovare vecchio acero, legno di pero e canfora nelle chitarre di Bernabé. Dall'inizio degli anni ottanta fino a poco prima della sua morte nel 2007 il maestro ha lavorato con suo figlio Paulino, nato nel 1960, che ha rilevato l'officina del suo padre.

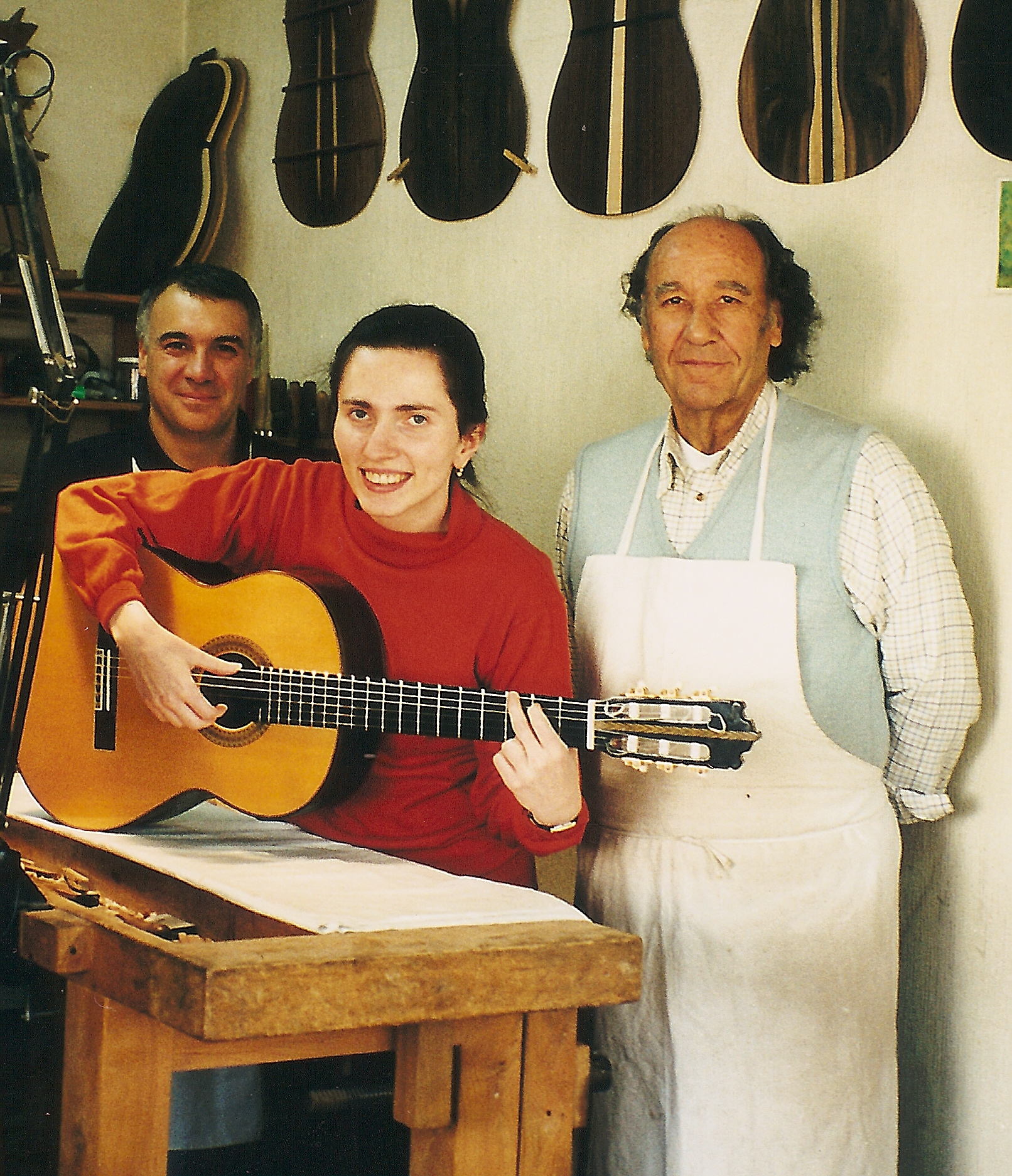
La chitarrista austriaca Johanna Beisteiner nel laboratorio di Paulino Bernabé (padre) e (figlio). Madrid (Spagna), ottobre 2000

Strumenti costruiti da paulino Bernabé erano e sono suonati da chitarristi famosi come, per esempio, Narciso Yepes, Johanna Beisteiner e Alexandre Lagoya.

## Premi
- 1974: Medaglia d'oro all'Esposizione del mestiere internazionale tenutasi a Monaco di Baviera, Germania[4]

## Esempi
- Video della chitarrista austriaca Johanna Beisteiner con una chitarra classica costruito da Paulino Bernabé